# Восточный тунец
Восточный тунец, или малый чёрный тунец, или чёрный скипджек (лат. Euthynnus lineatus) — вид лучепёрых рыб рода малых тунцов семейства скумбриевых. Обитают в прибрежных тропических водах восточной части Тихого океана между 39° с. ш. и 16° ю. ш. и между 128° з. д. и 77° з. д. Встречаются на глубине до 40 м. Питаются зоопланктоном, головоногими и мелкими рыбами. Ценная промысловая рыба. Максимальная зарегистрированная длина 84 см.

## Ареал
Эти пелагические и неретические рыбы широко распространены в тропических водах Тихого океана от Калифорнии до Галапагосских островов и северного побережья Перу. Две особи были пойманы на Гавайских островах. Эти рыбы редко попадаются при температуре воды ниже 23 °C. Личинки чаще встречаются при температуре выше 26 °C.

## Описание
Максимальная длина составляет 84 см. Максимальная зарегистрированная масса 9,1 кг. У восточных тунцов веретеновидное плотное тело, округлое в поперечнике. Зубы мелкие, конические, выстроены в один ряд. На первой жаберной арке 33—39 тычинок. Имеется 2 спинных плавника. В первом спинном плавнике 13—15 лучей, а во втором 11—12. Промежуток между спинными плавниками небольшой, не превышает длину глаза. Передние лучи первого спинного плавника существенно длиннее центральных и задних, что придаёт плавнику вогнутую форму. Второй спинной плавник намного ниже первого. Позади второго спинного плавника пролегает ряд из 8—9 мелких плавничков. Грудные плавники короткие, образованы 25—29 лучами. Они не достигают воображаемой линии, проведённой через начало промежутка между спинным плавниками. Между брюшными плавниками имеется невысокий раздвоенный выступ. В анальном плавнике 11—13 мягких лучей. Позади анального плавника пролегает ряд из 6—8 мелких плавничков. По обе стороны хвостового стебля имеется длинный медиальный киль и 2 небольших киля по бокам от него ближе к хвостовому плавнику. Количество позвонков 36—38. За исключением панциря в передней части тела и боковой линии кожа голая. Плавательный пузырь отсутствует. Спина синевато-чёрная, с узором из серий 3—5 широких непрерывных полос чёрного цвета,  тянущихся горизонтально по спине от панциря до хвостового плавника. Брюхо серебристо-белое. Под грудными плавниками имеется несколько сероватых пятен. Иногда на брюхе имеются несколько горизонтальных серых полос.

## Биология
Восточные тунцы ведут стайный образ жизни, иногда образуют косяки с желтопёрыми тунцами и обыкновенными скипджеками. Размножаются икрометанием. Икру мечут порциями. В водах Нижней Калифорнии размножение происходит в летние месяцы, а в Калифорнийском заливе пик нерестового сезона приходится на октябрь—декабрь. У берегов Коста-Рики личинки попадаются круглый год, а пик сезона наблюдается в марте-апреле. Половая зрелость наступает при длине 47 см.
Эти приспосабливающиеся хищники питаются мелкими рыбами, такими как сельди и атерины, ракообразными и кальмарами. Конкурируют за пищу с желтопёрыми тунцами, скипджеками, восточными пеламидами и корифенами. В свою очередь становятся добычей крупных тунцов, марлинов и акул. Эти рыбы ввиду своей многочисленности и широкого распространения являются важным компонентом трофической цепи.

## Взаимодействие с человеком
Является объектом коммерческого промысла. Восточных тунцов промышляют кошельковыми неводами, троллингом и ярусами. Оно поступает на рынок преимущественно в свежем виде. Эти рыбы попадаются в качестве прилова в ходе промысла желтопёрого тунца и скипджека с помощью кошельковых неводов. Международный союз охраны природы оценил охранный статус вида как «Вызывающий наименьшие опасения». Восточные тунцы включены в список далеко мигрирующих видов Конвенции ООН по морскому праву.